# Roberto Vital
Roberto Vital Ferreira (Ituiutaba, 7 de novembro de 1949) é um médico e político brasileiro. Exerceu o mandato de deputado federal constituinte em 1987 e 1991, pelo PMDB.

## Vida e carreira
Filho de Arsênio Vital Ferreira e de Ângela Gioconda, Roberto Vital Ferreira nasceu no dia 7 de novembro de 1949 na cidade de Ituiutaba, Minas Gerais. Casado com a empresária e psicóloga Vânia Márcia Silva Ferreira, com quem teve três filhos.
Vital Ferreira entrou cedo na política. Já filiado ao Movimento Democrático Brasileiro (MDB), graduou-se em medicina pela Faculdade de Ciências Médicas de Minas Gerais, em 1979. No fim deste ano, com a reformulação partidária após o fim o bipartidarismo, filiou-se ao Partido Popular (PP), que era liderado por Tancredo Neves.
Seguiu no PP até 1982, quando a agremiação foi incorporada ao Partido do Movimento Democrático Brasileiro (PMDB). Sob a nova legenda, ele disputou uma cadeira de vereador em Belo Horizonte no pleito de 1982 e foi eleito, tendo tomado posse em fevereiro do ano seguinte. Durante seu mandato, foi Presidente da Comissão de Saúde (1983-1986), mesmo cargo que exerceu no Conselho Fiscal do Hospital Municipal Odilon Behrings, em Belo Horizonte, como representante da Câmara Municipal (1984-1986).
Em 1986, disputou uma vaga na Câmara dos Deputados pelos mesmos estado e partido. No ano seguinte, porém, foi eleito deputado federal constituinte com o apoio de grupos evangélicos, renunciando assim ou mandato de vereador. Durante esse período, Vital Ferreira foi titular na Subcomissão da Ciência e Tecnologia e da Comunicação, da Comissão da Família, da Educação, Cultura e Esportes, da Ciência e Tecnologia e da Comunicação, e suplente na Subcomissão de Saúde, Seguridade Social e do Meio Ambiente, da Comissão da Ordem Social.
Tentou a reeleição em 1990, desta vez pelo Partido da Reconstrução Nacional (PRN), legenda pela qual Fernando Collor de Melo foi eleito Presidente da República no ano anterior. No entanto, não foi eleito e deixou o cargo no fim de seu mandato, em janeiro de 1991.
No ano seguinte, tentou uma vaga na Câmara Municipal de Belo Horizonte, pelo Partido Trabalhista Brasileiro (PTB), mas novamente não teve êxito. Anos depois, em 2000, se candidatou a vice-prefeito da capital mineira na chapa liderada por Julio César Gomes dos Santos, mas acabou renunciando antes mesmo do pleito acontecer.